# 中国2010年上海世界博览会宁波案例馆
中国2010年上海世界博览会宁波案例馆又名中国2010年上海世博会宁波滕头案例馆，是2010年上海世博会的一个展馆，位于2010年上海世博会城市最佳实践区的北部，总建筑面积1500平方米，长53米、宽20米、高13米。该馆是上海世博会城市最佳实践区唯一的乡村案例。
该案例以曾获得全球500佳环境奖的宁波滕头村为蓝本，主题是“城市化的现代乡村，梦想中的宜居家园”。展馆的景观取自中国的山水画，而建筑材料则采用浙东特色的瓦爿。展馆将为“天籁之音”、“自然体验”、“动感影像”等部分进行展示。

## 建筑特色
宁波案例馆的设计师为中国美术学院建筑艺术学院院长王澍。设计灵感来源于明代画家陈洪绶的《五泄山居图》。展馆为两层建筑，入口采用中国园林中使用的门洞结构。这些门洞的形状大小各不相同。墙体装饰采用宁波博物馆曾经使用的形式，外表面利用奉化、鄞州等地收集而来的60万块旧瓦爿和古砖拼接而成，而内表面则使用竹条模板混凝土墙工艺，在表面展现竹的纹理。

## 布展
宁波案例馆布展设计由中国美术学院传媒动画学院林勇副教授设计。展馆入口根据二十四节气设计，通过12个音罩向参观者展现自然的节气变化。入口甬道还设有触摸屏，展现精选的宁波300户人家的生活场景。一层为“天动地动”展厅，房顶播放乡村生活主题片，地面为气动装置。展馆二楼形成水雾，产生大量的负离子，同时在阳光照射下出现彩虹。同时，展馆不定期放飞蝴蝶，形成“虹飞蝶舞”的景观。顶楼为生态种植实验区，参观者可以体验田园生活。尾厅部分参观者在触摸屏上书写的参观感受会被投射到墙面上，并打印在纪念票券中。
在世博会结束后，宁波案例馆将被整体搬迁回滕头村，成为永久景点。